# 真駒内用水
真駒内用水（まこまないようすい）は、北海道札幌市南区を南から北に流れる延長約4キロメートルの水路である。
現在は用水としての役割はなくなっている。2001年（平成13年）、第10回札幌市都市景観賞を受賞。

## 流路
南区真駒内柏丘にある丸亀樋管で真駒内川の右岸から取水し、はじめ暗渠として地下を通る。真駒内川右岸の公園緑地にある竜神塚の裏手で地上に現れ、エドウィン・ダン記念公園に入り、この公園で池（ひょうたん池）を作る。そこから真駒内の街中を北へ抜けるが、両岸は桜が植えられた真駒内緑町緑道となっている。緑町公園の先からは道路の中央を流れ、水遊びもできる真駒内曙公園を経て、陸上自衛隊真駒内駐屯地の敷地に入ると北東に向かい、澄川西小学校の近くで精進川の左岸に注ぐ。

## 歴史
1879年（明治12年）に、真駒内牧牛場（後の真駒内種畜場）の家畜の飲料水や農機具の洗浄用、水車の動力用の水を確保するための用水路として、お雇い外国人エドウィン・ダンが開拓使に提言して作られた。この用水路は深さ60センチメートル、幅90センチメートル、全長約4キロメートル、水路底は木製の厚板で保護したという。
真駒内用水は真駒内川から取水し、最終的に精進川に合流して終点となるが、かつては合流点付近でさらに精進川の対岸から取水する別の用水路が存在していた。この用水路は平岸用水（他に精進川用水堀など複数の呼称がある）で、平岸村に入植した住民によって1873年（明治6年）に開削されたものである。1894年（明治27年）に豊平村の阿部仁太郎が主導して豊平村・平岸村・白石村・上白石村の4村の農家による豊平外三ヵ村聯合用水組合（とよひらほかさんかそんれんごうようすいくみあい）が設立されると、平岸用水を幹線として平岸から白石にかけての広域に水を供給する一大用水路網が築かれ、同地域で稲作が急速に展開することとなった。それにともない真駒内用水は精進川を介して平岸用水へ真駒内川の豊かな水量を供給する要路として改良工事を施され、農業用水の安定供給に寄与することとなった。しかし、第二次世界大戦後、一帯の市街地化が進展するとともに農業用水の必要性は失われ、1961年（昭和36年）に平岸用水をはじめ四箇村聯合用水路は埋め立てられたが、真駒内用水は残された。現在は親水施設として整備され、公園や樹林とあわせた景観上の意義だけが残る。